# Алехандро Манкусо
Алехандро Манкусо (ісп. Alejandro Mancuso, нар. 4 вересня 1968, Сьюдадела) — аргентинський футболіст, що грав на позиції півзахисника. По завершенні ігрової кар'єри — тренер.

## Клубна кар'єра
У дорослому футболі дебютував 1988 року виступами за команду «Феррокаріль Оесте». Своєю грою за цю команду привернув увагу представників тренерського штабу клубу «Велес Сарсфілд», до складу якого приєднався 1989 року. Відіграв за команду з Буенос-Айреса наступні чотири сезони своєї ігрової кар'єри, після чого грав за один з грандів місцевого футболу клубу «Бока Хуніорс».
1995 року відправився до Бразилії, де грав за клуби «Палмейрас», «Фламенго» та «Санта-Круж». З «Фламенго» Манкусо виграв чемпіонат Ріо-де-Жанейро.
Повернувшись в Аргентину, в "«Індепендьєнте» (Авельянеда), і погравши за нього сезон, він знову відправився за кордон: в іспанський «Бадахос» з Сегунди, а потім знову в бразильський «Санта-Круж»
Завершив професійну ігрову кар'єру в уругвайському клубі «Белья Віста», за команду якого недовго виступав протягом 2000 року.

## Виступи за збірну
1992 року дебютував в офіційних матчах у складі національної збірної Аргентини.
У складі збірної був учасником розіграшу Кубка Америки 1993 року в Еквадорі, здобувши того року титул континентального чемпіона, а наступного року поїхав на чемпіонат світу 1994 року у США. На турнірі він виходив на заміну в перших двох матчах збірної Аргентини проти Греції (на 80-й хвилині) та Нігерії (на 70-й хвилині), замінивши в обох випадках нападника Абеля Бальбо.
Протягом кар'єри у національній команді, яка тривала усього 3 роки, провів у формі головної команди країни 10 матчів.

## Кар'єра тренера
Манкусо — один з друзів Дієго Марадони. У листопаді 2008 року, коли Марадона став тренером збірної Аргентини, він запросив Манкусо стати своїм помічником. Згодом працював з ним же в еміратському «Аль-Васлі», в якому Алехандро Манкусо був асистентом з 2011 по 2012 рік.

## Досягнення
Фламенго
- Чемпіон штату Ріо-де-Жанейро (1): 1996
- Володар Золотого кубка (1): 1996

Збірна Аргентина
- Володар Кубка Артеміо Франкі (1): 1993
- Володар Кубка Америки: 1993